# Philipp von Haag

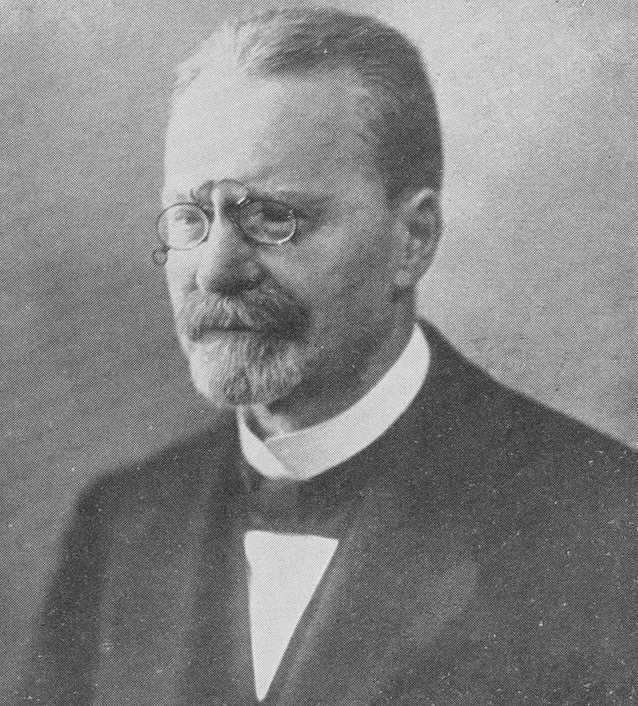
Philipp von Haag

Philipp von Haag (* 4. Juni 1860 in Hermuthausen; † 7. Januar 1930 in Stuttgart) war ein deutscher Beamter und Präsident im württembergischen Innenministerium.

## Leben
Von Haags Vater war Landwirt und starb, als Philipp von Haag sechs Jahre alt war. Philipp von Haag besuchte die Lateinschule in Künzelsau und später das Dillmann-Gymnasium in Stuttgart. Anschließend studierte er Staatswissenschaften an der Universität Tübingen. 1883 begann er seine Beamtenlaufbahn als Amtmann in Bad Mergentheim. 1891 kam er ins württembergische Innenministerium, wo er bis 1907 zum Präsidenten aufstieg. Er arbeitete hier unter insgesamt elf verschiedenen Ministern. 1927 wurde er aus dem Staatsdienst verabschiedet.
Von Haag war verheiratet und hatte zwei Söhne. Ein Sohn fiel 1916 im Ersten Weltkrieg. Er engagierte sich darüber hinaus auch in der evangelischen Kirche, war Mitglied im Kirchengemeinderat der Stuttgarter Hospitalkirche und war dreimal Abgeordneter in der Landessynode. Daneben saß er im Vorstand der Landessparkasse.
Philipp von Haag wurde auf dem Pragfriedhof in Stuttgart beigesetzt.

## Veröffentlichungen
- Georg Haag: ein Blatt der Erinnerung. Stuttgart 1931 (posthum erschienen).

## Ehrungen
- Ehrenbürger von Hermuthausen